# Zdzisław Chmielewski
Zdzisław Kazimierz Chmielewski (né le 4 octobre 1942 à Falborz) est un historien et homme politique polonais membre de la Plate-forme civique (PO)t

## Biographie

### Formation et vie professionnelle
Il est diplômé en histoire de l'université Nicolas-Copernic de Toruń. Il obtient ensuite son doctorat et son habilitation universitaire.
Après avoir travaillé aux archives municipales de Szczecin, il devient professeur à l'université de Szczecin. Il y occupe un poste de professeur des universités d'histoire du droit et est le recteur de l'établissement entre 1999 et 2005.

### Engagement politique
Lors des élections européennes du 13 juin 2004, il se présente en tête de liste de la Plate-forme civique dans la circonscription de Gorzów Wielkopolski. La PO y remporte l'un des deux sièges à pourvoir, qu'il obtient avec 40 256 votes préférentiels. Au Parlement européen, il siège au groupe du Parti populaire européen et des Démocrates européens (PPE-DE) et à la commission de la Pêche.
Il ne se représente pas aux élections européennes du 7 juin 2009 et quitte alors la vie politique.